# Siracide
Ne doit pas être confondu avec Ecclésiaste.
 (avril 2024).
Si vous disposez d'ouvrages ou d'articles de référence ou si vous connaissez des sites web de qualité traitant du thème abordé ici, merci de compléter l'article en donnant les références utiles à sa vérifiabilité et en les liant à la section « Notes et références ».
Le Siracide, appelé aussi l'Ecclésiastique ou Le Livre de Ben Sira le Sage, en grec Sagesse de Sirakh (Sophia Sirakh), est l'un des livres sapientiaux de l'Ancien Testament écrit vers 200 av. J.-C. Le Siracide tient son nom de son auteur, Yéshoua Ben Sira, ou Ben Sirach.
Les juifs et les protestants considèrent ce livre comme apocryphe, et par conséquent non canonique ; les juifs alexandrins, les chrétiens orthodoxes et les catholiques le considèrent comme un livre saint. L'Ecclésiaste a été conservé et l'Ecclésiastique rejeté par les juifs et les protestants : on peut y voir deux visions opposées de la sagesse, élaborées à une époque où de grandes controverses allaient aboutir à la formation des « sectes » juives.
L'ouvrage est un mélange de deux genres littéraires : tantôt des « proverbes », tantôt des développements structurés qui proposent des réflexions sur un sujet. Il s'agit toujours de la « Sagesse », représentée comme une personnification de la Sagesse divine. Elle est pour le disciple une mère, une épouse, une sœur. La rechercher, c'est atteindre Dieu. Vivre avec elle, c'est vivre avec Dieu.[style trop lyrique ou dithyrambique]
La fin de l'ouvrage exalte des personnages historiques, comme le font les Livres des Maccabées. Vers la fin du Ier siècle, il est exclu du canon biblique par les rabbins pharisiens. Il est cependant populaire parmi les Juifs et il est cité dans le Talmud et dans la littérature rabbinique qui en approuve certains passages.